# Зобное молоко

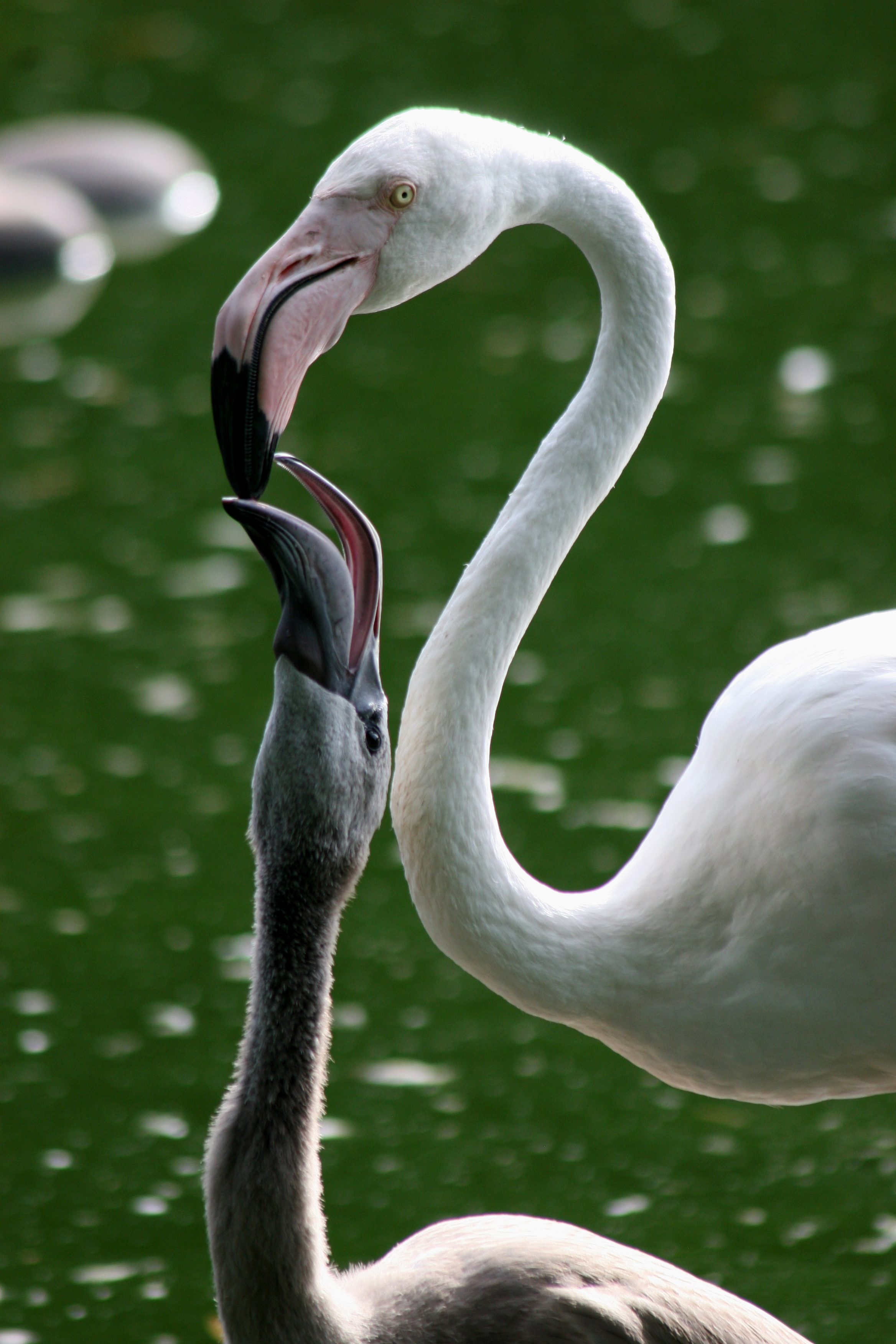
Фламинго кормит птенца зобным молоком

Зо́бное молоко́, или «пти́чье молоко́», или голуби́ное молоко́, — творожистый секрет, вырабатываемый у некоторых птиц для кормления птенцов. Оно характерно для представителей семейства голубиных, ряда попугаев, фламинго и некоторых пингвинов. У голубей зобное молоко секретируется клетками зоба, а у фламинго и пингвинов его выделяют особые железы пищевода и желудка.
В период размножения эпителий стенок зоба у самок и самцов указанных выше птиц вырабатывает питательный секрет — жидкость, которой и питаются птенцы, быстро набирая вес. Родители вскармливают птенцов зобным молоком в первые дни после вылупления, а со временем, увеличивая в питании отпрысков долю кормов других типов, постепенно исключают из их рациона зобное молоко.

## Выкармливание птенцов зобным молоком
Выкармливание птенцов зобным молоком наиболее изучено на примере голубей. Уже во время высиживания кладки у родителей (как у голубки, так и, в несколько меньшей степени, у самца) происходит постепенное утолщение внутренней оболочки зоба, которая затем постепенно расширяется. Зоб характеризуется развитой системой кровеносных сосудов. Под влиянием циркуляции крови внутренние железы зоба начинают секретировать творожистую слизистую жидкость беловатого цвета. Она затем смешивается с густыми массами, отрыгиваемыми голубем из желудка в зоб.

## Отличия от молока млекопитающих
Несмотря на своё название, зобное молоко не имеет ничего общего с настоящим молоком млекопитающих либо с его ингредиентами. В составе «птичьего молока» высока доля жиров и белков, при этом оно, в отличие от настоящего молока млекопитающих, не содержит углеводов, лактозы и кальция.